# Puya alpestris
Puya alpestris là một loài thực vật có hoa trong họ Bromeliaceae. Loài này được (Poepp.) Gay miêu tả khoa học đầu tiên năm 1833.

## Hình ảnh

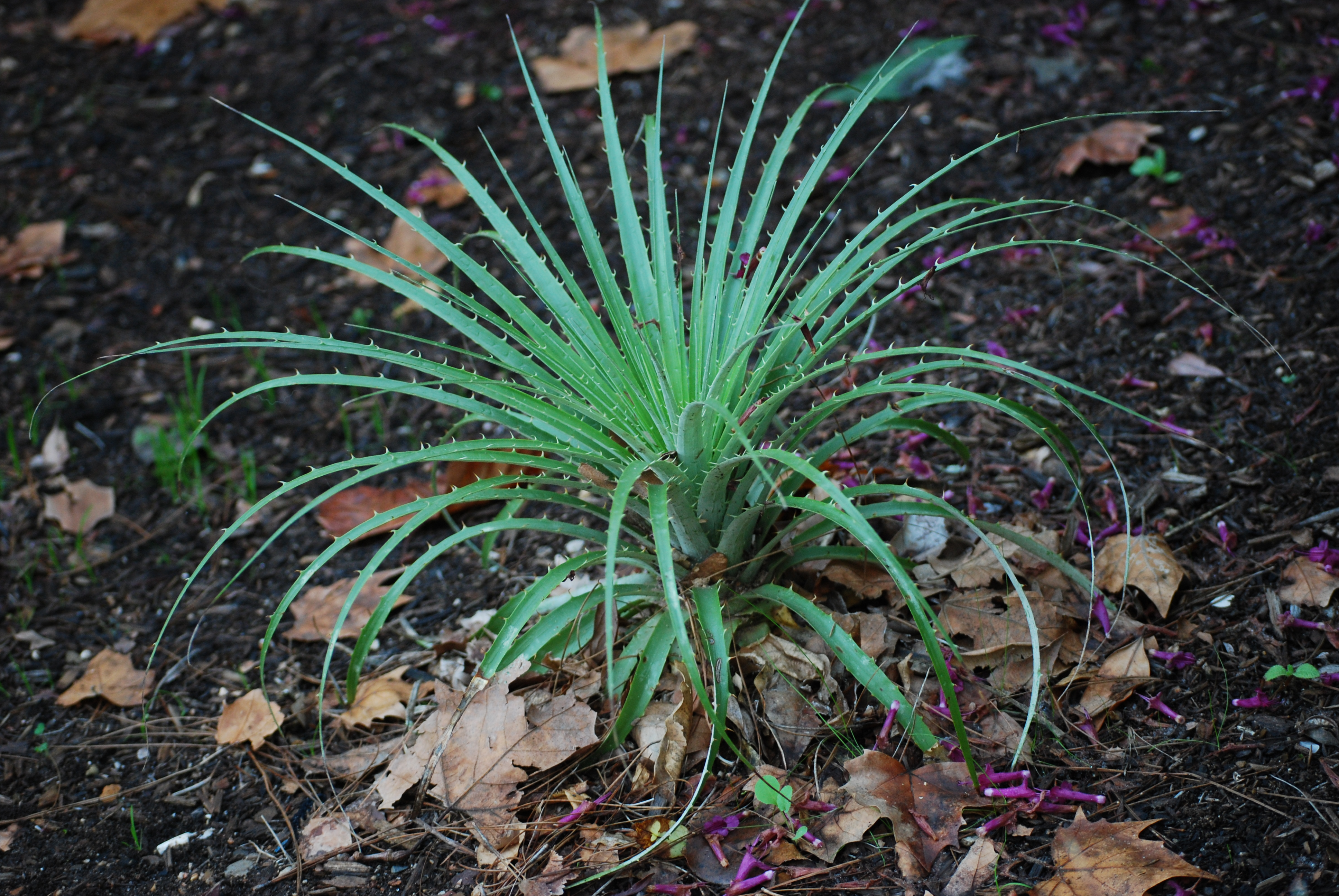
Plant
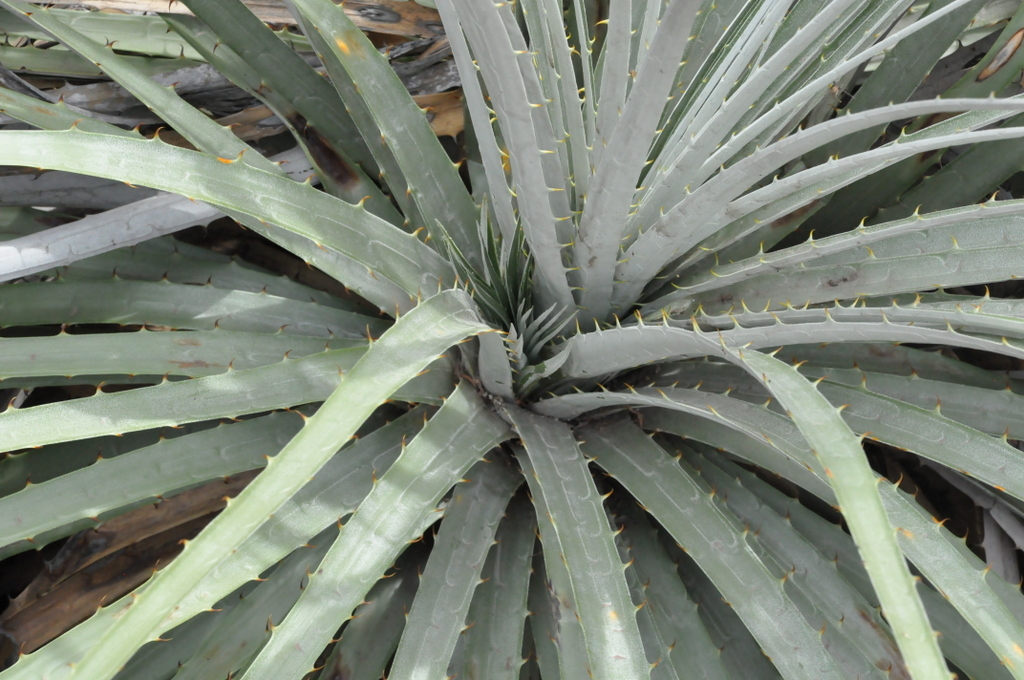
Spines
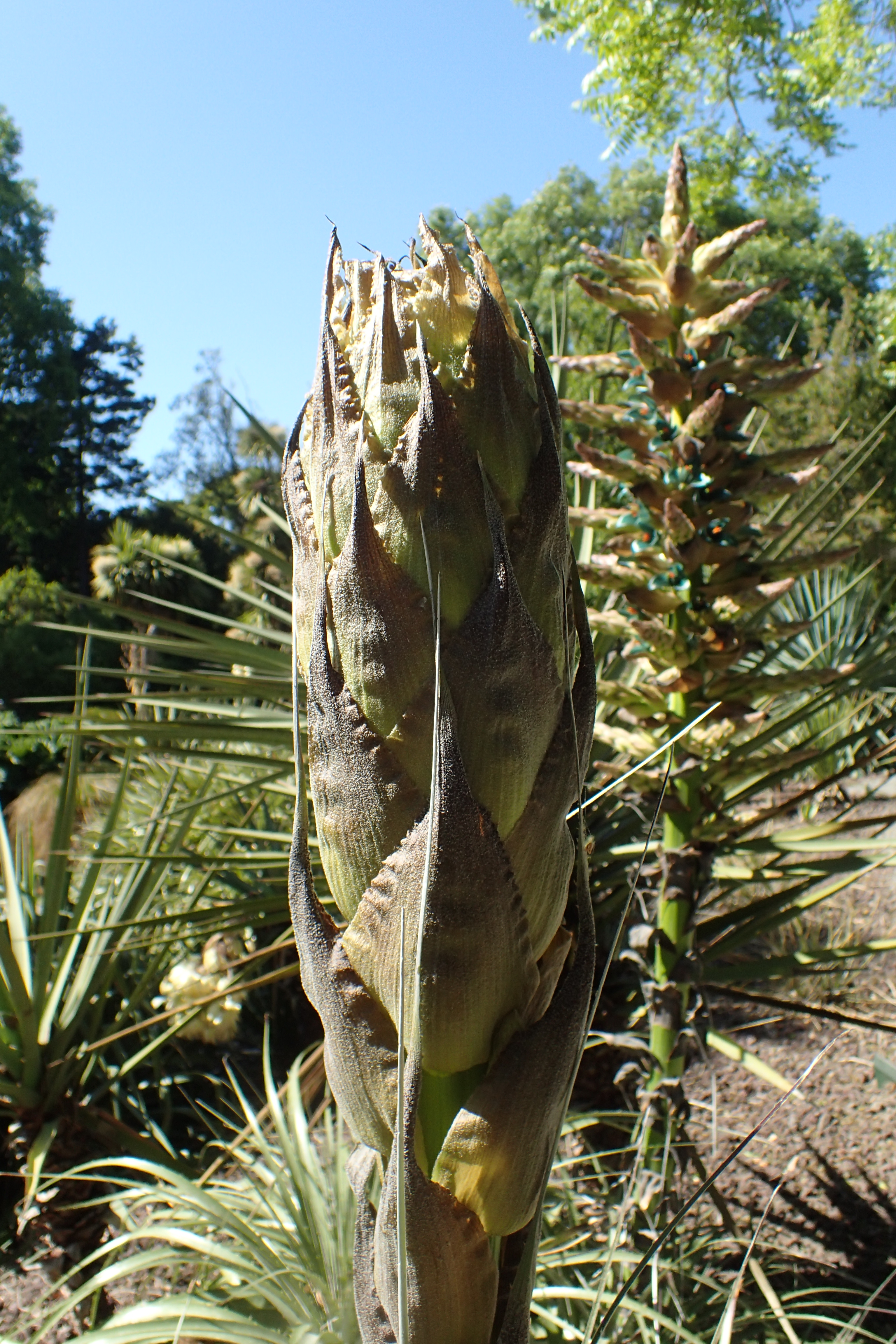
inflorescence
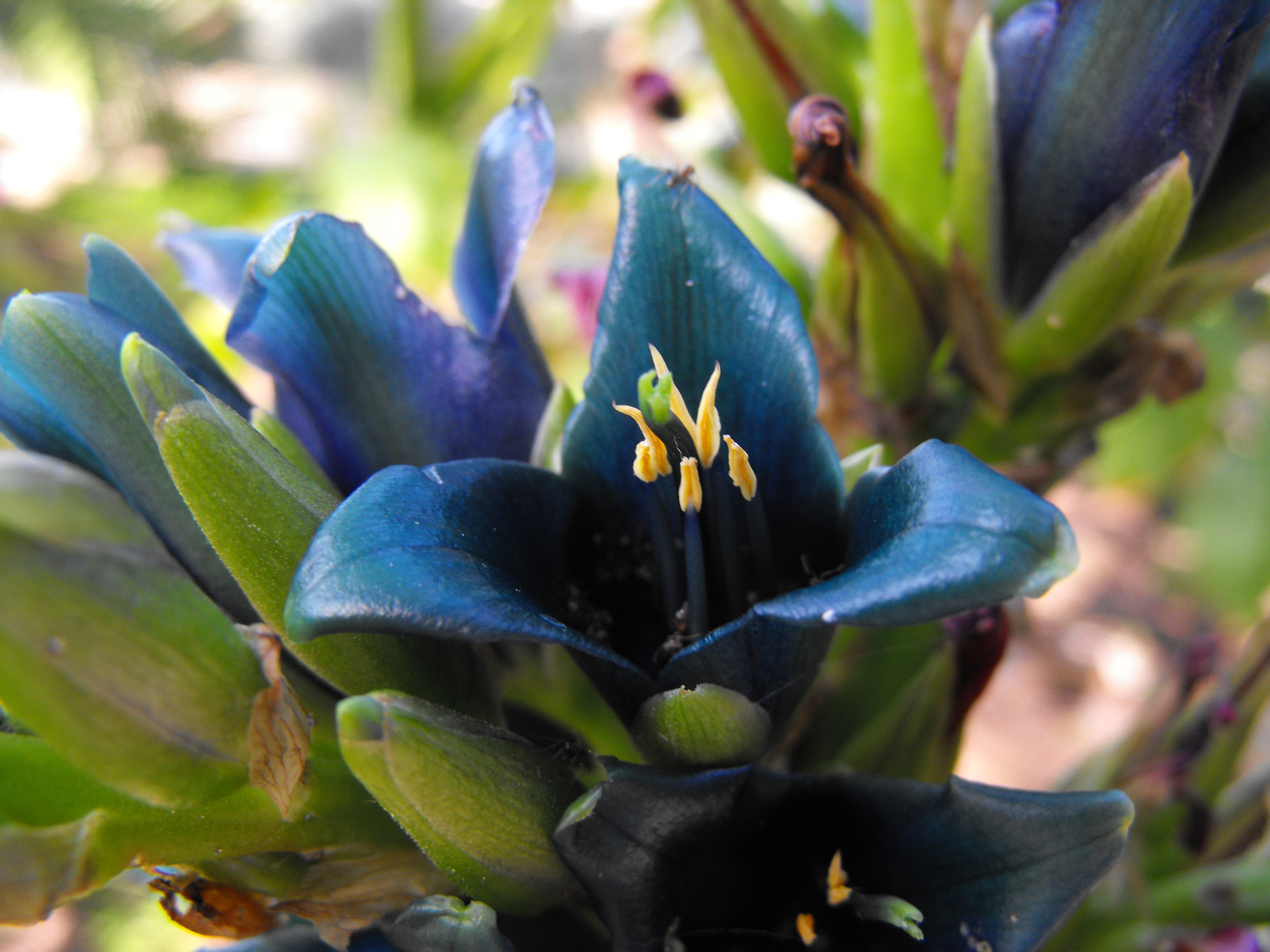
Flower P. alpestris ssp alpestris
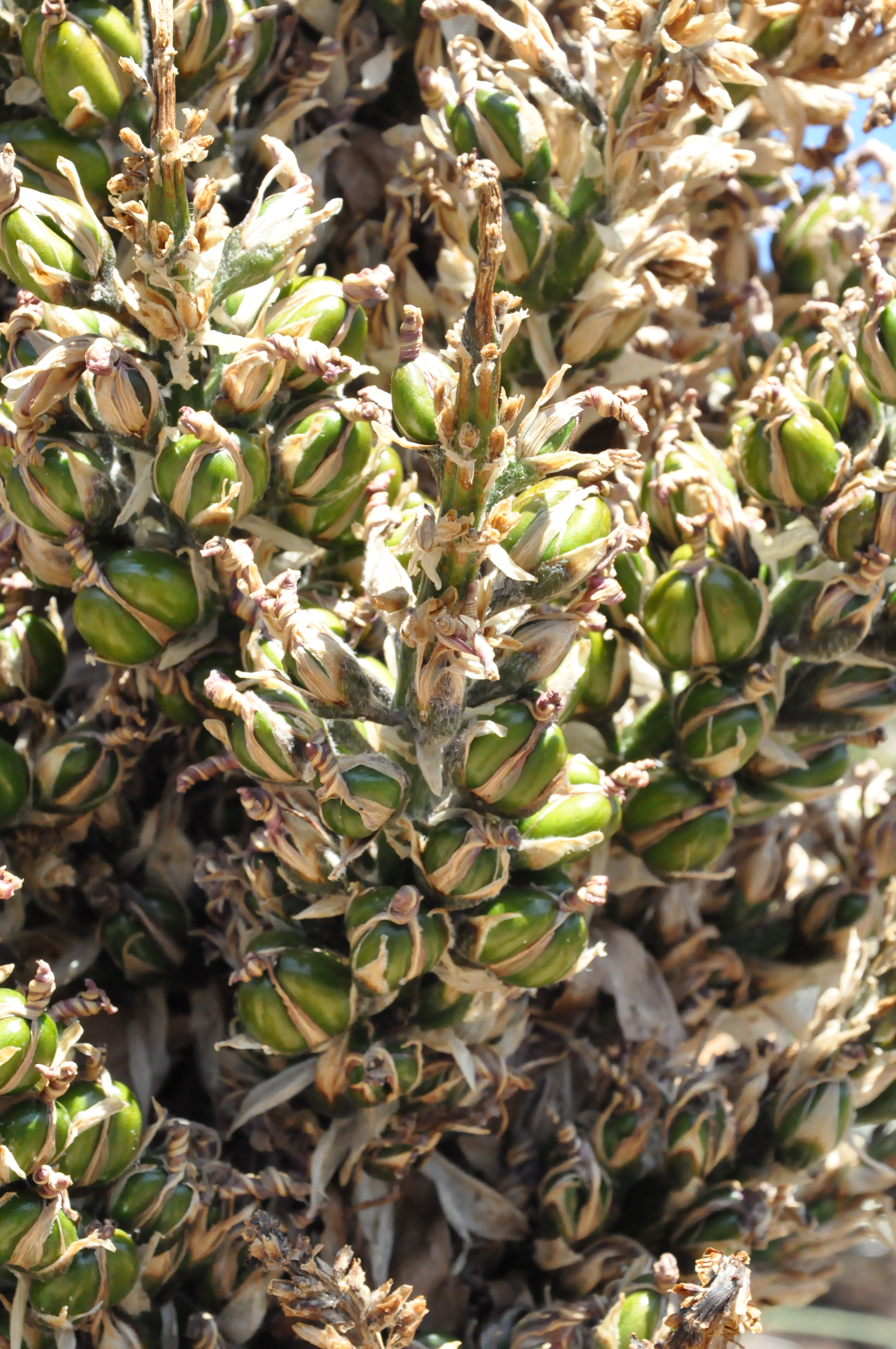
Fruits
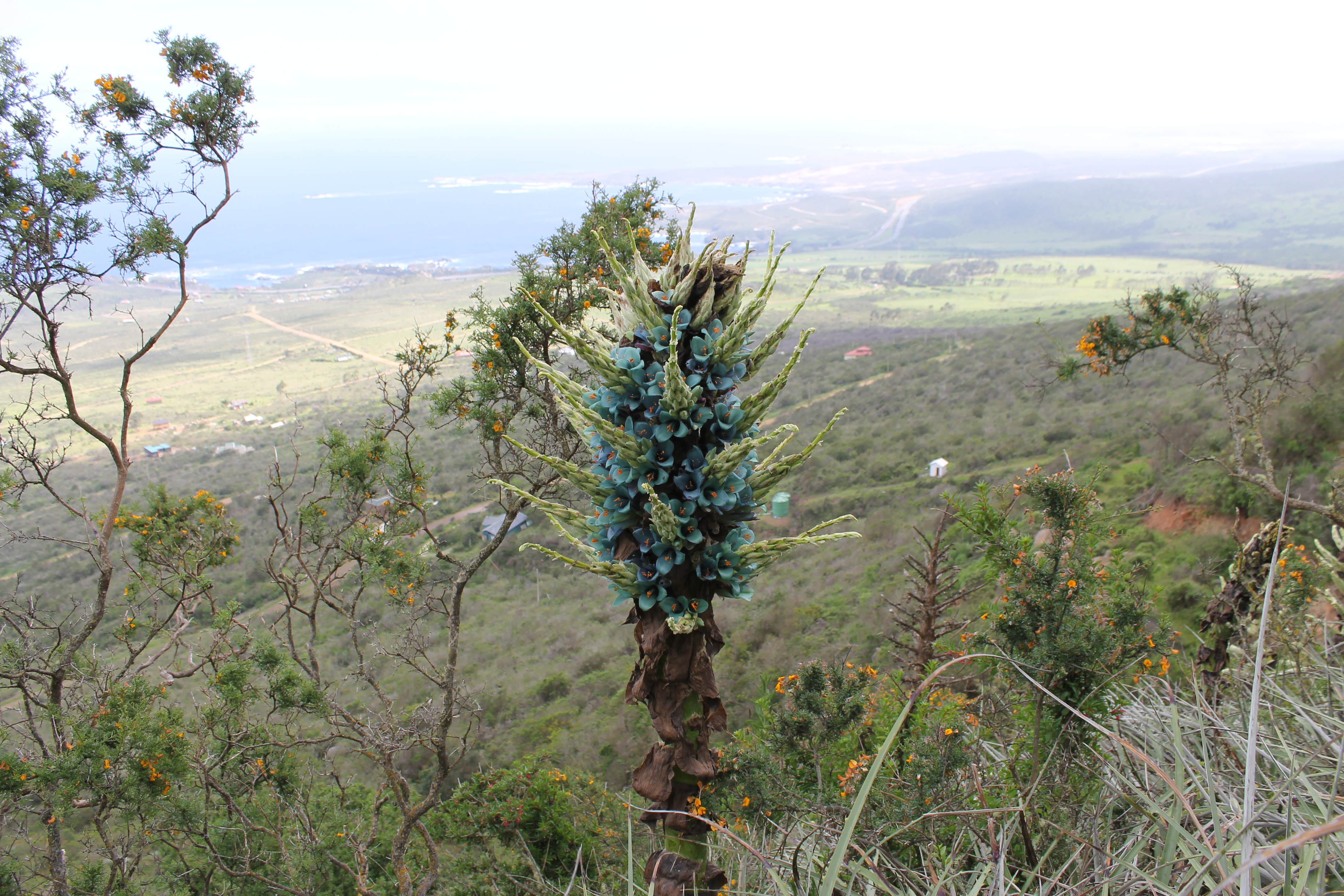
Habitat of P. alpestris ssp zoellneri
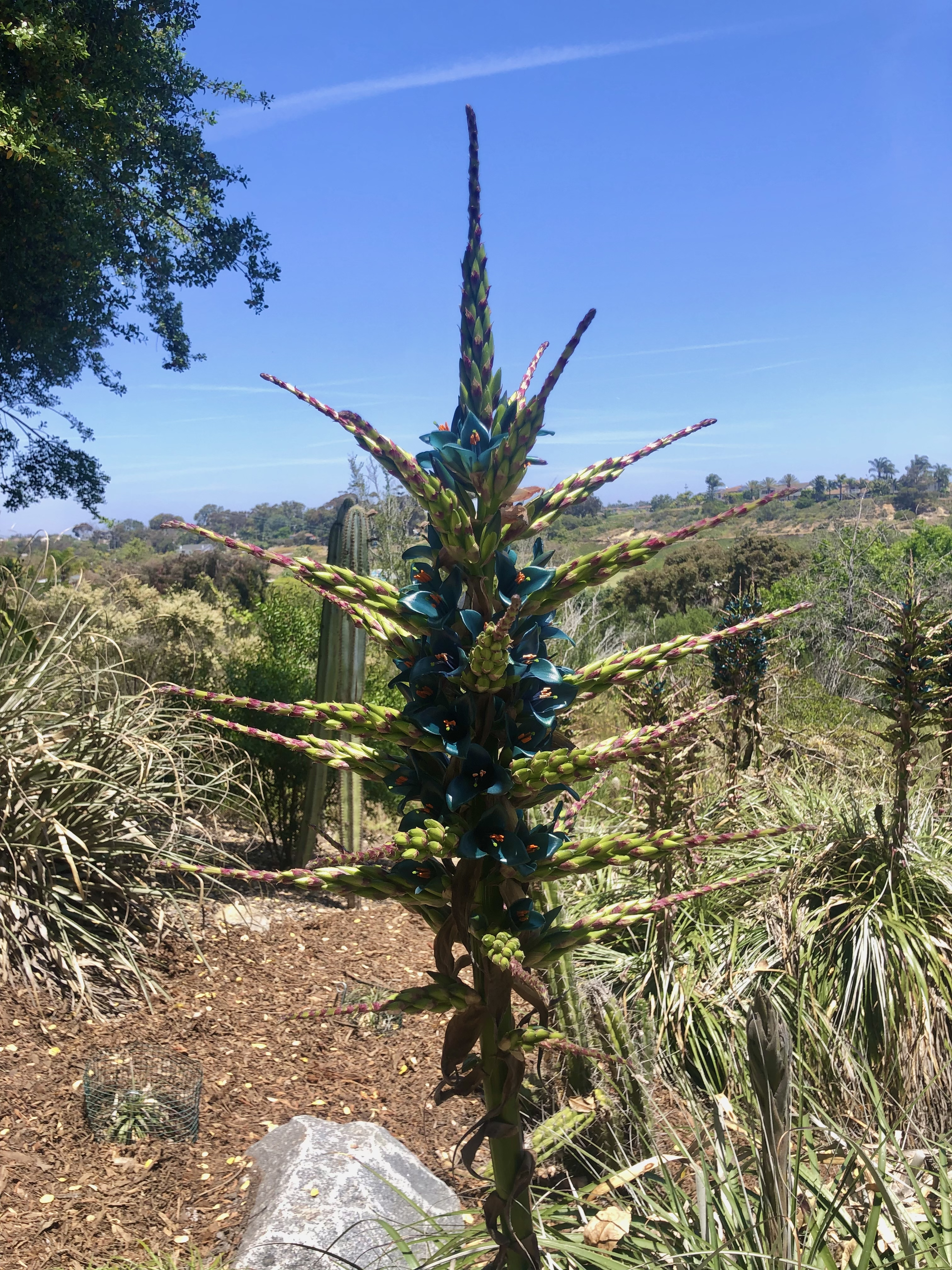
Sapphire tower blooming at San Diego Botanic Garden (Encinitas, CA)
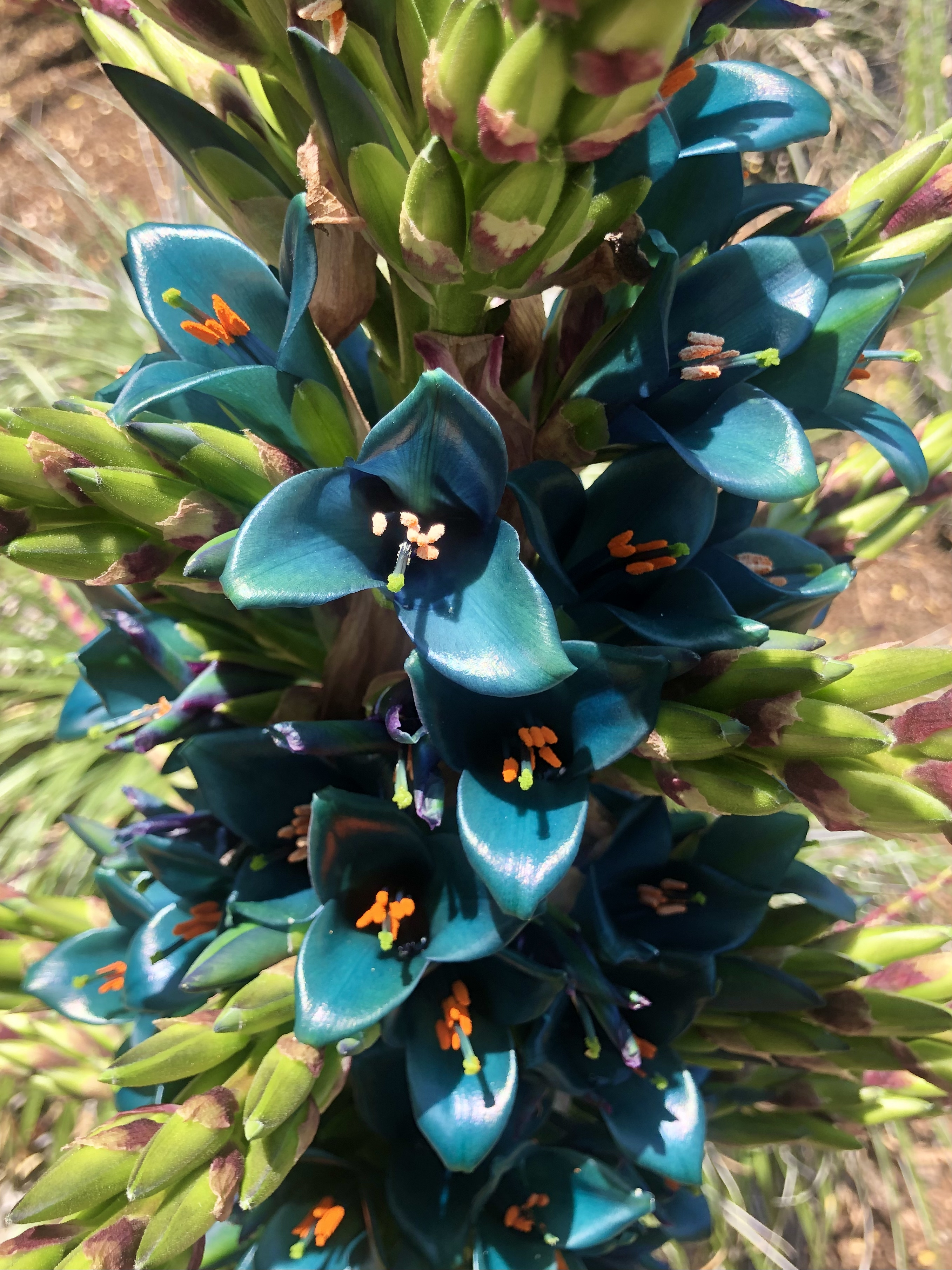
Zoom of sapphire tower blooming at San Diego Botanic Garden (Encinitas, CA), May 2019